# 国鉄1055形蒸気機関車
1055形は、かつて日本国有鉄道の前身である鉄道省に在籍したタンク式蒸気機関車である。

## 概要
この機関車は1924年（大正13年）、日本車輌製造が、長州鉄道向けに1両を製造した車軸配置0-6-0(C)の飽和式・2気筒単式のサイド・ウェルタンク機関車（製造番号123）で、前級のA1形（後の鉄道省1045形）よりやや大型である。この機関車は、運転整備重量19.5tの小型機で、連結器はピン・リンク式であった。設計には、オーレンシュタイン・ウント・コッペル製のタンク機関車の影響がみられる。
長州鉄道ではB1形（4）で、1925年（大正14年）6月1日付けで同鉄道が買収されたことにより、国有鉄道籍を得たものである。国有化に際して、省形式は当初は1035形で計画されたが、2代目1000形によって埋められることが確実であったため、1055形（1055）に変更のうえ改番された。
本形式は、買収された年に早くも売却の対象となって、八幡製鉄所に譲渡され、同所の112となり、1934年（昭和9年）には233に改称された。その後、1953年（昭和28年）に大幅な更新改造が実施され、全く別物の機関車となってしまった。この機関車は、1960年（昭和35年）に廃車となった。八幡製鉄所時代は、傾斜していた運転台背部の石炭庫が垂直に直されていた。
同形の機関車には、1925年（大正14年）に製造された篠山鉄道の2代目2があり、こちらはボイラー中心など、やや背の高い設計であった。同機は、1944年（昭和19年）9月、篠山鉄道の廃止とともに宮崎交通に移り、同社の6となった。電化後も予備機として残り、1962年（昭和37年）の廃止まで在籍した。

## 主要諸元
- 全長 : 6,296mm
- 全高 : 3,273mm
- 全幅 : 2,258mm
- 軌間 : 1,067mm
- 車軸配置 : 0-6-0(C)
- 動輪直径 : 864mm
- 弁装置 : ワルシャート式
- シリンダー（直径×行程） : 273mm×406mm
- ボイラー圧力 : 12.7kg/cm2
- 火格子面積 : 0.6m2
- 全伝熱面積 : 30.0m2
  - 煙管蒸発伝熱面積 : 27.2m2
  - 火室蒸発伝熱面積 : 2.8m2
- 小煙管（直径×長サ×数） : 44.5mm×2,334mm×84本
- 機関車運転整備重量 : 19.51t
- 機関車空車重量 : 15.85t
- 機関車動輪上重量（運転整備時） : 19.51t
- 機関車動輪軸重（第1・第2動輪上） : 6.55t
- 水タンク容量 : 2.73m3
- 燃料積載量 : 1.23t
- 機関車性能
  - シリンダ引張力 : 3,780kg
- ブレーキ装置 : 手ブレーキ、蒸気ブレーキ